# Kanada na Zimowych Igrzyskach Olimpijskich 1976
Kanadę na Zimowych Igrzyskach Olimpijskich 1976 reprezentowało 59 zawodników: 38 mężczyzn i 21 kobiet. Był to dwunasty start reprezentacji Kanady na zimowych igrzyskach olimpijskich.

## Zdobyte medale
| Medal  | Zawodnik        | Dyscyplina            | Konkurencja          | Rezultat    |
| ------ | --------------- | --------------------- | -------------------- | ----------- |
| Złoto  | Kathy Kreiner   | Narciarstwo alpejskie | Slalom gigant kobiet | 1:29,13 min |
| Srebro | Cathy Priestner | Łyżwiarstwo szybkie   | Bieg na 500 m kobiet | 43,12 s     |
| Brąz   | Toller Cranston | Łyżwiarstwo figurowe  | Soliści              | 187,38 pkt  |

## Skład kadry

### Biegi narciarskie
Mężczyźni
| Zawodnik                                           | Konkurencja        | czas               | Pozycja            |
| -------------------------------------------------- | ------------------ | ------------------ | ------------------ |
| Bert Bullock                                       | Bieg na 15 km      | 47:23,38           | 33.                |
| Hans Skinstad                                      | Bieg na 15 km      | 49:30,36           | 56.                |
| Edward Day                                         | Bieg na 15 km      | 49:59,43           | 59.                |
| Ernie Lennie                                       | Bieg na 15 km      | 52:27,04           | 67.                |
| Hans Skinstad                                      | Bieg na 30 km      | 1:36:16,95         | 30.                |
| Bert Bullock                                       | Bieg na 30 km      | 1:36:24,55         | 31.                |
| Edward Day                                         | Bieg na 30 km      | 1:38:09,10         | 42.                |
| Reijo Puiras                                       | Bieg na 30 km      | 1:41:34,43         | 56.                |
| Hans Skinstad                                      | Bieg na 50 km      | 2:46:11,83         | 22.                |
| Edward Day                                         | Bieg na 50 km      | 2:51:58,75         | 37.                |
| Ernie Lennie                                       | Bieg na 50 km      | 3:01:01,57         | 41.                |
| Bert Bullock                                       | Bieg na 50 km      | Nie ukończył biegu | Nie ukończył biegu |
| Bert Bullock Ernie Lennie Edward Day Hans Skinstad | Sztafeta 4 × 10 km | 2:15:31,85         | 12.                |

Kobiety
| Zawodnik                                                 | Konkurencja       | czas       | Pozycja |
| -------------------------------------------------------- | ----------------- | ---------- | ------- |
| Shirley Firth                                            | Bieg na 5 km      | 17:31,36   | 27.     |
| Sharon Firth                                             | Bieg na 5 km      | 17:35,06   | 29.     |
| Joan Groothuysen                                         | Bieg na 5 km      | 17:51,08   | 30.     |
| Esther Miller                                            | Bieg na 5 km      | 18:05,05   | 34.     |
| Sharon Firth                                             | Bieg na 10 km     | 33:15,20   | 28.     |
| Shirley Firth                                            | Bieg na 10 km     | 33:16,50   | 29.     |
| Sue Holloway                                             | Bieg na 10 km     | 34:03,49   | 32.     |
| Joan Groothuysen                                         | Bieg na 10 km     | 34:16,35   | 34.     |
| Shirley Firth Joan Groothuysen Sue Holloway Sharon Firth | Sztafeta 4 × 5 km | 1:14:13,40 | 7.      |

### Bobsleje
Mężczyźni
| Osada  | Zawodnik                                                       | Konkurencja | Ślizg 1 | Ślizg 2 | Ślizg 3 | Ślizg 4 | Łącznie | Pozycja |
| ------ | -------------------------------------------------------------- | ----------- | ------- | ------- | ------- | ------- | ------- | ------- |
| CAN-I  | Colin Nelson Jim Lavalley                                      | Dwójki      | 57,59   | 57,92   | 58,13   | 58,59   | 3:52,00 | 18.     |
| CAN-II | Joey Kilburn Brian Vachon                                      | Dwójki      | 58,61   | 58,74   | 58,22   | 58,72   | 3:54,29 | 23.     |
| CAN-I  | Colin Nelson Thomas Stehr David Veale Jim Lavalley             | Czwórki     | 55,97   | 56,67   | 57,49   | 57,89   | 3:48,02 | 17.     |
| CAN-II | Christopher Frank William Dunn Christopher Martin Brian Vachon | Czwórki     | 57,43   | 56,87   | 57,87   | 58,69   | 3:50,86 | 21.     |

### Kombinacja norweska
Mężczyźni
| Zawodnik     | Konkurencja   | Bieg narciarski | Bieg narciarski | Bieg narciarski | Skoki narciarskie | Skoki narciarskie | Skoki narciarskie | Skoki narciarskie | Skoki narciarskie | Skoki narciarskie | Skoki narciarskie | Skoki narciarskie | Łącznie | Pozycja |
| Zawodnik     | Konkurencja   | Czas biegu      | Pozycja         | Punkty          | Skok 1            | Nota              | Skok 2            | Nota              | Skok 3            | Nota              | Punkty            | Pozycja           | Łącznie | Pozycja |
| ------------ | ------------- | --------------- | --------------- | --------------- | ----------------- | ----------------- | ----------------- | ----------------- | ----------------- | ----------------- | ----------------- | ----------------- | ------- | ------- |
| Kurt Sjolund | Indywidualnie | 58:13,40        | 33.             | 128,22          | 58,0              | 66,1              | 57,0              | 27,7              | 57,0              | 57,9              | 124,0             | 34.               | 252,22  | 33.     |

### Łyżwiarstwo figurowe
| Zawodnik                        | Konkurencja     | Nota                     | Pozycja                  |
| ------------------------------- | --------------- | ------------------------ | ------------------------ |
| Lynn Nightingale                | Solistki        | 181,72                   | 9.                       |
| Kim Alletson                    | Solistki        | 171,64                   | 14.                      |
| Toller Cranston                 | Soliści         | 187,38                   | brąz                     |
| Stan Bohonek                    | Soliści         | 165,88                   | 14.                      |
| Ron Shaver                      | Soliści         | Nie ukończył konkurencji | Nie ukończył konkurencji |
| Candy Jones Donald Fraser       | Pary sportowe   | 116,54                   | 14.                      |
| Barbara Berezowski David Porter | Tańce na lodzie | 182,90                   | 10.                      |
| Susan Carscallen Eric Gillies   | Tańce na lodzie | 175,96                   | 13.                      |

### Łyżwiarstwo szybkie
Mężczyźni
| Zawodnik       | Konkurencja   | Konkurencja   | Konkurencja    | Konkurencja    | Konkurencja    | Konkurencja    | Konkurencja    | Konkurencja    | Konkurencja      | Konkurencja      |
| Zawodnik       | Bieg na 500 m | Bieg na 500 m | Bieg na 1000 m | Bieg na 1000 m | Bieg na 1500 m | Bieg na 1500 m | Bieg na 5000 m | Bieg na 5000 m | Bieg na 10 000 m | Bieg na 10 000 m |
| Zawodnik       | Czas          | Miejsce       | Czas           | Miejsce        | Czas           | Miejsce        | Czas           | Miejsce        | Czas             | Miejsce          |
| -------------- | ------------- | ------------- | -------------- | -------------- | -------------- | -------------- | -------------- | -------------- | ---------------- | ---------------- |
| Tom Overend    | 40,22         | 11.           | 1:25,06        | 23.            |                |                |                |                |                  |                  |
| Gaétan Boucher | 40,53         | 14.           | 1:21,23        | 6.             | 2:04,63        | 14.            |                |                |                  |                  |
| Andy Barron    |               |               |                |                |                |                | 8:10,00        | 23.            |                  |                  |

Kobiety
| Zawodnik        | Konkurencja   | Konkurencja   | Konkurencja    | Konkurencja    | Konkurencja    | Konkurencja    | Konkurencja    | Konkurencja    |
| Zawodnik        | Bieg na 500 m | Bieg na 500 m | Bieg na 1000 m | Bieg na 1000 m | Bieg na 1500 m | Bieg na 1500 m | Bieg na 3000 m | Bieg na 3000 m |
| Zawodnik        | Czas          | Miejsce       | Czas           | Miejsce        | Czas           | Miejsce        | Czas           | Miejsce        |
| --------------- | ------------- | ------------- | -------------- | -------------- | -------------- | -------------- | -------------- | -------------- |
| Cathy Priestner | 43,12         | srebro        | 1:29,66        | 6.             |                |                |                |                |
| Sylvia Burka    | 44,35         | 11.           | 1:29,47        | 4.             | 2:19,74        | 9.             | 4:49,04        | 8.             |
| Kathy Vogt      | 45,62         | 21.           |                |                | 2:25,49        | 23.            |                |                |
| Liz Appleby     |               |               | 1:34,27        | 22.            | 2:24,89        | 21.            | 4:58,68        | 18.            |
| Gayle Gordon    |               |               |                |                |                |                | 5:07,09        | 23.            |

### Narciarstwo alpejskie
Mężczyźni
| Zawodnik       | Konkurencja | Konkurencja | Konkurencja       | Konkurencja                 | Konkurencja                 | Konkurencja                 | Konkurencja                 | Konkurencja                 | Konkurencja                 | Konkurencja                 |
| Zawodnik       | Zjazd       | Zjazd       | Slalom gigant     | Slalom gigant               | Slalom gigant               | Slalom gigant               | Slalom specjalny            | Slalom specjalny            | Slalom specjalny            | Slalom specjalny            |
| Zawodnik       | Czas        | Pozycja     | Czas 1. przejazdu | Czas 2. przejazdu           | Czas łączny                 | Pozycje                     | Czas 1. przejazdu           | Czas 2. przejazdu           | Czas łączny                 | Pozycja                     |
| -------------- | ----------- | ----------- | ----------------- | --------------------------- | --------------------------- | --------------------------- | --------------------------- | --------------------------- | --------------------------- | --------------------------- |
| Ken Read       | 1:46,83     | 5.          | 1:52,81           | Nie ukończył 2-go przejazdu | Nie ukończył 2-go przejazdu | Nie ukończył 2-go przejazdu | Nie ukończył 1-go przejazdu | Nie ukończył 1-go przejazdu | Nie ukończył 1-go przejazdu | Nie ukończył 1-go przejazdu |
| Dave Irwin     | 1:47,41     | 8.          |                   |                             |                             |                             |                             |                             |                             |                             |
| Jim Hunter     | 1:47,52     | 10.         | 1:48,56           | 1:48,80                     | 3:37,36                     | 22.                         | 1:06,26                     | 1:10,80                     | 2:17,06                     | 23.                         |
| Dave Murray    | 1:48,43     | 18.         | 1:54,43           | Nie ukończył 2-go przejazdu | Nie ukończył 2-go przejazdu | Nie ukończył 2-go przejazdu | Nie ukończył 1-go przejazdu | Nie ukończył 1-go przejazdu | Nie ukończył 1-go przejazdu | Nie ukończył 1-go przejazdu |
| Robert Safrata |             |             | 1:51,70           | Nie ukończył 2-go przejazdu | Nie ukończył 2-go przejazdu | Nie ukończył 2-go przejazdu | 1:07,63                     | 1:10,35                     | 2:17,98                     | 27.                         |

Kobiety
| Zawodniczka    | Konkurencja | Konkurencja | Konkurencja   | Konkurencja   | Konkurencja                  | Konkurencja                  | Konkurencja                  | Konkurencja                  |
| Zawodniczka    | Zjazd       | Zjazd       | Slalom gigant | Slalom gigant | Slalom specjalny             | Slalom specjalny             | Slalom specjalny             | Slalom specjalny             |
| Zawodniczka    | Czas        | Pozycja     | Czas          | Pozycja       | Czas 1. przejazdu            | Czas 2. przejazdu            | Czas łączny                  | Pozycja                      |
| -------------- | ----------- | ----------- | ------------- | ------------- | ---------------------------- | ---------------------------- | ---------------------------- | ---------------------------- |
| Laurie Kreiner | 1:49,97     | 16.         | 1:34,53       | 27.           | 50,26                        | 49,12                        | 1:39,38                      | 14.                          |
| Kathy Kreiner  | 1:50,48     | 19.         | 1:29,13       | złoto         | Nie ukończyła 1-go przejazdu | Nie ukończyła 1-go przejazdu | Nie ukończyła 1-go przejazdu | Nie ukończyła 1-go przejazdu |
| Betsy Clifford | 1:51,40     | 22.         | 1:32,61       | 22.           | 49,09                        | Nie ukończyła 2-go przejazdu | Nie ukończyła 2-go przejazdu | Nie ukończyła 2-go przejazdu |

### Saneczkarstwo
Mężczyźni
| Zawodnik                     | Konkurencja | Ślizg 1         | Ślizg 2                  | Ślizg 3                  | Ślizg 4                  | Łącznie                  | Pozycja                  |
| ---------------------------- | ----------- | --------------- | ------------------------ | ------------------------ | ------------------------ | ------------------------ | ------------------------ |
| Larry Arbuthnot              | Jedynki     | 56,691          | 55,380                   | 55,085                   | 55,628                   | 3:42,784                 | 31.                      |
| Michael Shragge              | Jedynki     | 57,950          | 55,812                   | 56,656                   | 55,874                   | 3:46,292                 | 35.                      |
| Denis Michaud                | Jedynki     | Dyskwalifikacja | Nie ukończył konkurencji | Nie ukończył konkurencji | Nie ukończył konkurencji | Nie ukończył konkurencji | Nie ukończył konkurencji |
| Larry Arbuthnot Doug Hansen  | Dwójki      | 44,933          | 45,102                   |                          |                          | 1:30,035                 | 17.                      |
| David McComb Michael Shragge | Dwójki      | 45,421          | 46,169                   |                          |                          | 1:31,590                 | 22.                      |

Kobiety
| Zawodnik        | Konkurencja | Ślizg 1 | Ślizg 2 | Ślizg 3 | Ślizg 4 | Łącznie  | Pozycja |
| --------------- | ----------- | ------- | ------- | ------- | ------- | -------- | ------- |
| Carole Keyes    | Jedynki     | 45,654  | 45,692  | 45,200  | 45,337  | 3:01,883 | 22.     |
| Mary Jane Bowie | Jedynki     | 45,804  | 45,719  | 45,352  | 45,466  | 3:02,341 | 23.     |
| Julie Chase     | Jedynki     | 46,529  | 46,570  | 51,633  | 48,790  | 3:13,522 | 26.     |

### Skoki narciarskie
Mężczyźni
| Konkurencja            | Skoczek       | Skok 1    | Skok 1 | Skok 2    | Skok 2 | Nota  | Pozycja |
| Konkurencja            | Skoczek       | odległość | Nota   | odległość | Nota   | Nota  | Pozycja |
| ---------------------- | ------------- | --------- | ------ | --------- | ------ | ----- | ------- |
| Skocznia normalna K-84 | Peter Wilson  | 75,0      | 103,8  | 74,5      | 103,5  | 207,3 | 36.     |
| Skocznia normalna K-84 | Richard Grady | 72,5      | 96,3   | 72,5      | 96,3   | 192,6 | 48.     |
| Skocznia normalna K-84 | Kim Fripp     | 69,0      | 91,2   | 66,5      | 84,7   | 175,9 | 54.     |
| Skocznia normalna K-84 | Donald Grady  | 66,5      | 85,7   | 64,0      | 79,2   | 164,9 | 55.     |
| Skocznia duża K-104    | Peter Wilson  | 78,5      | 79,4   | 74,5      | 75,3   | 154,7 | 45.     |
| Skocznia duża K-104    | Richard Grady | 81,0      | 80,4   | 76,0      | 72,9   | 153,3 | 46.     |
| Skocznia duża K-104    | Donald Grady  | 79,0      | 78,1   | 76,0      | 71,4   | 149,5 | 48.     |
| Skocznia duża K-104    | Kim Fripp     | 74,0      | 68,6   | 67,0      | 57,3   | 125,9 | 53.     |